# Захаров, Евгений Евгеньевич
Евгений Евгеньевич Захаров (1902—1980) — геолог, минералог и геохимик, преподаватель, доктор геолого-минералогических наук, заслуженный деятель науки и техники РСФСР, директор МГРИ. Известный специалист в области геологии рудных месторождений, внёс существенный вклад в расширение минерально-сырьевой базы страны. Ассистент Владимира Афанасьевича Обручева. В честь Евгения Захарова назван найденный в 1981 на Кольском полуострове году минерал Захаровит.

## Биография
С 1923 по 1929 годы работал в Институте прикладной геологии (ВИМС). В 1929-м году закончил Московскую горную академию. С 1929 года преподаёт в МГУ, затем во МГРИ. Возглавлял кафедру геологии полезных ископаемых МГРИ и МГУ, был деканом геологоразведочного факультета МГУ. В 1942—1946 был директором, исполняющим обязанности и заместителем директора МГРИ. Умер в 1980 году, похоронен на 1-м участке Ваганьковского кладбища в Москве.

## Труды
- Захаров Е. Е. Связь рудных месторождений Урала с его тектоникой и магматическими процессами. Геология СССР, том 12, ч. 1, 1944[9].
- Кузнецов Е. Л., Захаров Е. Е. К тектонике восточного склона Урала. «БМОИП, нов. сер.». т. XXXIV, отд. геол., т. IV, вып. 1, 2. М.—Л., 1926[10].